# Schoberköpfe
Schoberköpfe är en bergstopp i Österrike.   Den ligger i distriktet Sankt Johann im Pongau och förbundslandet Salzburg, i den centrala delen av landet, 260 km väster om huvudstaden Wien. Toppen på Schoberköpfe är 2 649 meter över havet.
Terrängen runt Schoberköpfe är huvudsakligen bergig, men söderut är den kuperad. Närmaste större samhälle är Saalfelden am Steinernen Meer, 18,9 km väster om Schoberköpfe. 
I omgivningarna runt Schoberköpfe växer i huvudsak blandskog. Runt Schoberköpfe är det ganska glesbefolkat, med 45 invånare per kvadratkilometer.